# Ján Mrázik
Ján Mrázik (15. října 1914 Trenčín – 1996[zdroj?]) byl slovenský a československý odbojář, politik Komunistické strany Slovenska a poúnorový poslanec Národního shromáždění ČSR.

## Biografie
Původní profesí byl klempířem. Podle jiného zdroje byl instalatérem. Členem KSČ byl od roku 1932, v letech 1936-1938 působil jako redaktor Slovenských zvestí. V období let 1939–1944 pracoval ve firmě Nehera. Od května 1939 do léta roku 1940 zastával post tajemníka ilegálního vedení KSS v žilinském regionu. Do roku 1943 byl opakovaně zatčený a vězněný. V roce 1944 se účastnil Slovenského národního povstání. Byl za to vězněn v Ilavě a od února 1945 deportován do koncentračního tábora Mauthausen.
Ve volbách roku 1948 byl zvolen do Národního shromáždění za KSČ ve volebním kraji Trenčín. V parlamentu zasedal do konce funkčního období, tedy do voleb v roce 1954. V letech 1948-1968 se uvádí jako člen Ústředního výboru Komunistické strany Slovenska. V roce 1950 byl předsedou OV KSS v Trenčíně.